# Pedro Bigas
Pedro Bigas Rigo (Palma de Mallorca, 15 de mayo del 1990) es un futbolista español que se desempeña como defensa en el Elche C. F. de la Primera División de España.

## Trayectoria
Se formó en el equipo del colegio de La Salle, hasta que el R. C. D. Mallorca lo reclutó para sus categorías inferiores. Formó parte de la disciplina del club bermellón hasta categoría juvenil.
En la temporada 2009-10, tras salir del Mallorca, da el salto al fútbol amateur fichando por el C. D. Montuiri, de Tercera División. Pese a su juventud, en el club rojiblanco logra convertirse en uno de los centrocampistas más destacados del campeonato. Tanto es así que con apenas 19 años lograba hacerse un hueco en la Selección Balear UEFA. Aquella temporada la finalizaría con 13 goles en su haber. Según se publicó en diferentes medios, aquel curso llegó a hacer pruebas con el Real Betis.
Un año después de haber firmado con el Montuiri, el centrocampista pasaba a formar parte del C. D. Atlético Baleares. El equipo blanquiazul, recién ascendido a Segunda División B, buscaba formar un proyecto a corto plazo para ascender a Segunda División. Para ello se hizo con los servicios de Bigas, quien acabaría disputando 26 partidos en los que sólo conseguiría anotar un gol.
Tras su experiencia en el Baleares, regresaba a su club de origen para fichar por el R. C. D. Mallorca "B". El filial Bermellón había descendido a Tercera División, por lo que significaba un movimiento de riesgo para el jugador. La apuesta no podía haberle salido mejor a Bigas puesto que el Mallorca semanas después compraría una plaza en Segunda División B para mantener la categoría. Además, tras apenas 11 partidos con el segundo equipo, en la octava jornada de Primera División hacía su debut con el primer equipo gracias a sendas lesiones de Pablo Cáceres y Kevin García, el 21 de septiembre de 2011 con apenas 21 años de la mano de Miguel Ángel Nadal ante el C. A. Osasuna que terminaba con empate a uno.
Sus intervenciones no pasarían desapercibidas para Joaquín Caparrós, que seguiría contando con él a pesar de recuperar a Pablo Cáceres. Durante los 16 partidos que disputaba aquella temporada alternaría las posiciones de centrocampista, interior zurdo y lateral izquierdo, rol que cubriría en más ocasiones a causa de la falta de activos. Su polivalencia es tal que la temporada siguiente, la 2012-13 la empezaría jugando en una posición nueva para él, la de central.
Durante el verano de 2012 se especuló con que Michael Laudrup, entrenador del Swansea City A. F. C., había tanteado la posibilidad de hacerse con sus servicios.
En la temporada 2015-16 quedó libre de su club, el R. C. D. Mallorca, y fichó por dos años por la U. D. Las Palmas, regresando a la máxima categoría tres temporadas después. Tras una temporada como titular indiscutible, en noviembre de 2016 renovó su contrato por cuatro temporadas más, hasta 2021.
En julio de 2018 llegó a la S. D. Eibar en calidad de cedido. Posteriormente fue adquirido en propiedad y permaneció en el club hasta julio de 2021, momento en el que fichó por el Elche C. F.

## Clubes
Actualizado al último partido disputado el 9 de febrero de 2025.
| Club                             | Div.               | Temporada     | Liga          | Liga  | Liga   | Copas nacionales | Copas nacionales | Copas nacionales | Torneos internacionales | Torneos internacionales | Torneos internacionales | Total | Total | Total  |   |
| Club                             | Div.               | Temporada     | Part.         | Goles | Asist. | Part.            | Goles            | Asist.           | Part.                   | Goles                   | Asist.                  | Part. | Goles | Asist. |   |
| -------------------------------- | ------------------ | ------------- | ------------- | ----- | ------ | ---------------- | ---------------- | ---------------- | ----------------------- | ----------------------- | ----------------------- | ----- | ----- | ------ | - |
| C. D. Atlético Baleares · España | 2.ª B              | 2010-11       | 26            | 1     | 0      | 1                | 0                | 0                | ―                       | ―                       | ―                       | 27    | 1     | 0      |   |
| C. D. Atlético Baleares · España | Total club         | Total club    | 26            | 1     | 0      | 1                | 0                | 0                | ―                       | ―                       | ―                       | 27    | 1     | 0      |   |
| R. C. D. Mallorca "B" · España   | 2.ª B              | 2011-12       | 11            | 1     | 0      | ―                | ―                | ―                | ―                       | ―                       | ―                       | 11    | 1     | 0      |   |
| R. C. D. Mallorca "B" · España   | Total club         | Total club    | 11            | 1     | 0      | ―                | ―                | ―                | ―                       | ―                       | ―                       | 11    | 1     | 0      |   |
| R. C. D. Mallorca · España       | [[Primera División | 2024-25       | 18            | 1     | 1      | 2                | 0                | 0                | ―                       | ―                       | ―                       | 20    | 1     | 1      |   |
| R. C. D. Mallorca · España       | [[Primera División | Total club    | Total club    | 103   | 3      | 3                | 4                | 0                | 1                       | ―                       | ―                       | ―     | 107   | 3      | 4 |
| R. C. D. Mallorca · España       | Total carrera      | Total carrera | Total carrera | 364   | 19     | 7                | 21               | 0                | 2                       | ―                       | ―                       | ―     | 385   | 19     | 9 |